# Vétrigne
Vétrigne est une commune française située dans le département du Territoire de Belfort, la région culturelle et historique de Franche-Comté et la région administrative Bourgogne-Franche-Comté. 
Elle est rattachée au canton d'Offemont. Ses habitants sont appelés les Vétrignois.

## Géographie
Le village est situé entre Offemont et Roppe, à 6 km de Belfort, chef-lieu du département. Son territoire, d'une superficie de 246 hectares fut traversé, à l'époque romaine par une voie secondaire et, dans la première moitié du XXe siècle, par une voie ferrée également secondaire reliant toutes deux Belfort à Rougemont-le-Château.

### Climat
Pour des articles plus généraux, voir Climat de la Bourgogne-Franche-Comté et Climat du Territoire de Belfort.
En 2010, le climat de la commune est de type climat de montagne, selon une étude du Centre national de la recherche scientifique s'appuyant sur une série de données couvrant la période 1971-2000. En 2020, Météo-France publie une typologie des climats de la France métropolitaine dans laquelle la commune est exposée à un climat semi-continental et est dans la région climatique  Vosges, caractérisée par une pluviométrie très élevée (1 500 à 2 000 mm/an) en toutes saisons et un hiver rude (moins de 1 °C). 
Pour la période 1971-2000, la température annuelle moyenne est de 9,7 °C, avec une amplitude thermique annuelle de 17,2 °C. Le cumul annuel moyen de précipitations est de 1 367 mm, avec 13,1 jours de précipitations en janvier et 10,7 jours en juillet. Pour la période 1991-2020, la température moyenne annuelle observée sur la station météorologique de Météo-France la plus proche, « Felon_sapc », sur la commune de Felon à 7 km à vol d'oiseau, est de 10,3 °C et le cumul annuel moyen de précipitations est de 1 056,1 mm. 
La température maximale relevée sur cette station est de 38 °C, atteinte le 7 août 2015 ; la température minimale est de −19,3 °C, atteinte le 20 décembre 2009,,. 
Les paramètres climatiques de la commune ont été estimés pour le milieu du siècle (2041-2070) selon différents scénarios d'émission de gaz à effet de serre à partir des nouvelles projections climatiques de référence DRIAS-2020. Ils sont consultables sur un site dédié publié par Météo-France en novembre 2022.

## Urbanisme

### Typologie
Au 1er janvier 2024, Vétrigne est catégorisée ceinture urbaine, selon la nouvelle grille communale de densité à sept niveaux définie par l'Insee en 2022.
Elle appartient à l'unité urbaine de Belfort, une agglomération inter-départementale regroupant 16  communes, dont elle est une commune de la banlieue,,. Par ailleurs la commune fait partie de l'aire d'attraction de Belfort, dont elle est une commune de la couronne,. Cette aire, qui regroupe 91 communes, est catégorisée dans les aires de 50 000 à moins de 200 000 habitants,.

### Occupation des sols
L'occupation des sols de la commune, telle qu'elle ressort de la base de données européenne d’occupation biophysique des sols Corine Land Cover (CLC), est marquée par l'importance des territoires agricoles (42,7 % en 2018), en diminution par rapport à 1990 (49,4 %). La répartition détaillée en 2018 est la suivante : 
forêts (41,2 %), zones agricoles hétérogènes (31,5 %), zones urbanisées (16,2 %), terres arables (11,1 %). L'évolution de l’occupation des sols de la commune et de ses infrastructures peut être observée sur les différentes représentations cartographiques du territoire : la carte de Cassini (XVIIIe siècle), la carte d'état-major (1820-1866) et les cartes ou photos aériennes de l'IGN pour la période actuelle (1950 à aujourd'hui).

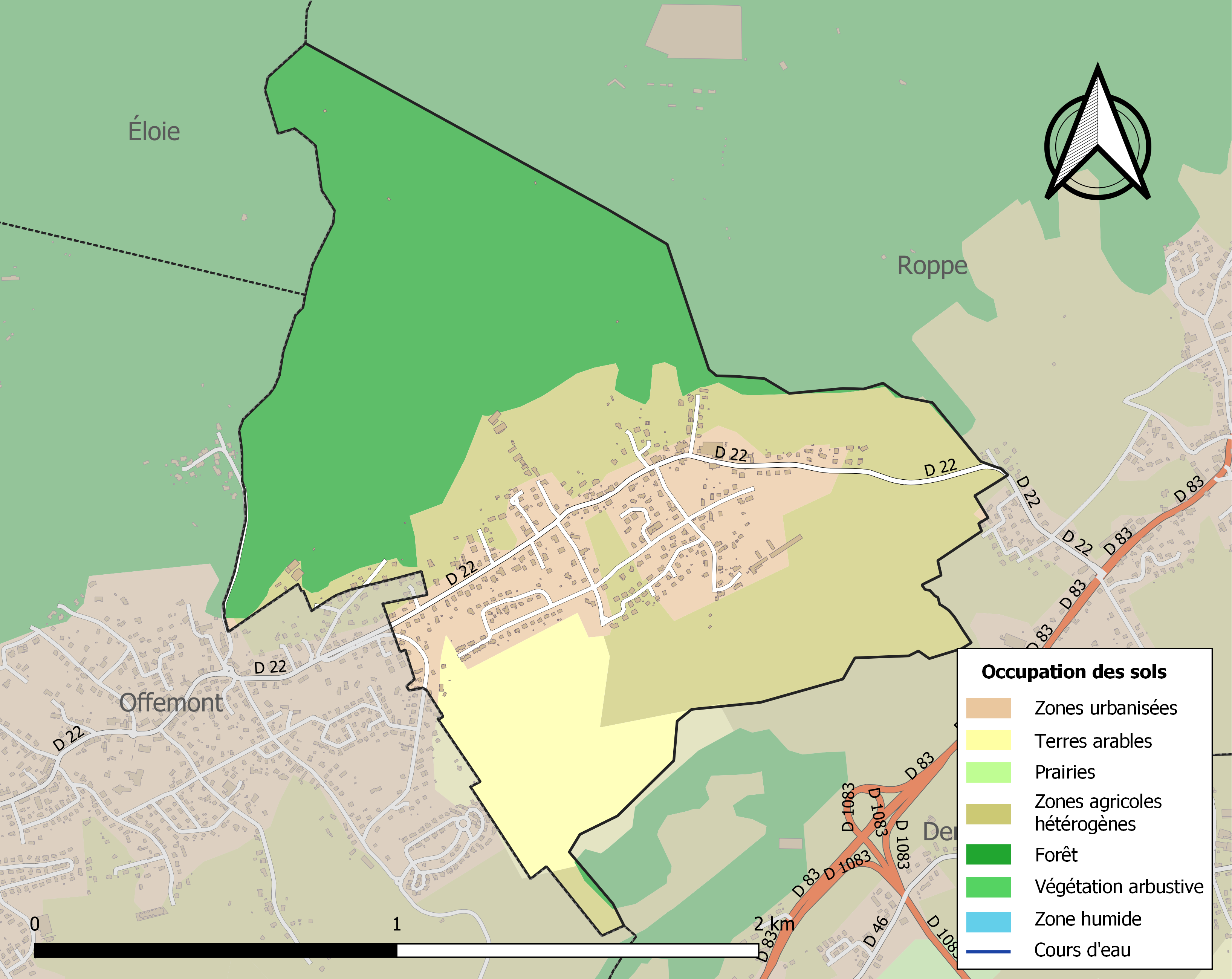
Carte des infrastructures et de l'occupation des sols de la commune en 2018 (CLC).

## Toponymie
- D'un nom de personne germanique Vultarius suivi du suffixe -ingen francisé en -igne[15].
- Wurteringen (1347), Wadtringen (1427), Wentroigne (1573), Vetrigne (1793), Vertrigne (1801).
- En allemand Würteringen[16].

## Histoire
Vintringen ou Wurteringen est connu depuis 1347, année du partage de la succession de Jeanne de Montbéliard. En 1350 Vétrigne, qui fait partie du comté de Ferrette devient possession d'Albert II d'Autriche. Le village fait partie de la  paroisse de Phaffans et dépend de la seigneurie de Roppe.

## Héraldique
|  | Les armes de la commune se blasonnent ainsi : De sinople au chevron versé abaissé d'or accompagné d'un croissant du même en chef. |

## Politique et administration
| Période                                  | Période   | Identité          | Étiquette | Qualité       |
| ---------------------------------------- | --------- | ----------------- | --------- | ------------- |
| Les données manquantes sont à compléter. |           |                   |           |               |
| 1971                                     | 1977      | Daniel Mourot     |           | Cadre Alsthom |
| avant 1995                               | mars 2008 | Daniel Gouince    |           |               |
| mars 2008                                | 2020      | Bernard Dravigney |           |               |
| 2020                                     | En cours  | Alain Salomon     | DVD       |               |

## Population et société

### Démographie
L'évolution du nombre d'habitants est connue à travers les recensements de la population effectués dans la commune depuis 1793. Pour les communes de moins de 10 000 habitants, une enquête de recensement portant sur toute la population est réalisée tous les cinq ans, les populations de référence des années intermédiaires étant quant à elles estimées par interpolation ou extrapolation. Pour la commune, le premier recensement exhaustif entrant dans le cadre du nouveau dispositif a été réalisé en 2007.

En 2022, la commune comptait 647 habitants, en évolution de +1,73 % par rapport à 2016 (Territoire de Belfort : −2,78 %, France hors Mayotte : +2,11 %).
| 1793 | 1800 | 1806 | 1821 | 1831 | 1836 | 1841 | 1846 | 1851 |
| ---- | ---- | ---- | ---- | ---- | ---- | ---- | ---- | ---- |
| 161  | 166  | 184  | 174  | 207  | 213  | 217  | 220  | 207  |

| 1856 | 1861 | 1866 | 1872 | 1876 | 1881 | 1886 | 1891 | 1896 |
| ---- | ---- | ---- | ---- | ---- | ---- | ---- | ---- | ---- |
| 184  | 200  | 183  | 156  | 176  | 192  | 176  | 162  | 129  |

| 1901 | 1906 | 1911 | 1921 | 1926 | 1931 | 1936 | 1946 | 1954 |
| ---- | ---- | ---- | ---- | ---- | ---- | ---- | ---- | ---- |
| 134  | 138  | 132  | 122  | 119  | 125  | 125  | 115  | 143  |

| 1962 | 1968 | 1975 | 1982 | 1990 | 1999 | 2006 | 2007 | 2012 |
| ---- | ---- | ---- | ---- | ---- | ---- | ---- | ---- | ---- |
| 171  | 193  | 343  | 400  | 421  | 441  | 492  | 499  | 622  |

| 2017 | 2022 | - | - | - | - | - | - | - |
| ---- | ---- | - | - | - | - | - | - | - |
| 638  | 647  | - | - | - | - | - | - | - |

En 1803 la population du village était de 184 habitants, elle s'est effritée doucement avec l'exode rural mais est remontée progressivement à partir des années 1960 lorsque le développement de l'automobile a permis à des salariés de l'industrie de la région Belfort-Montbéliard de venir habiter le village.

## Lieux et monuments

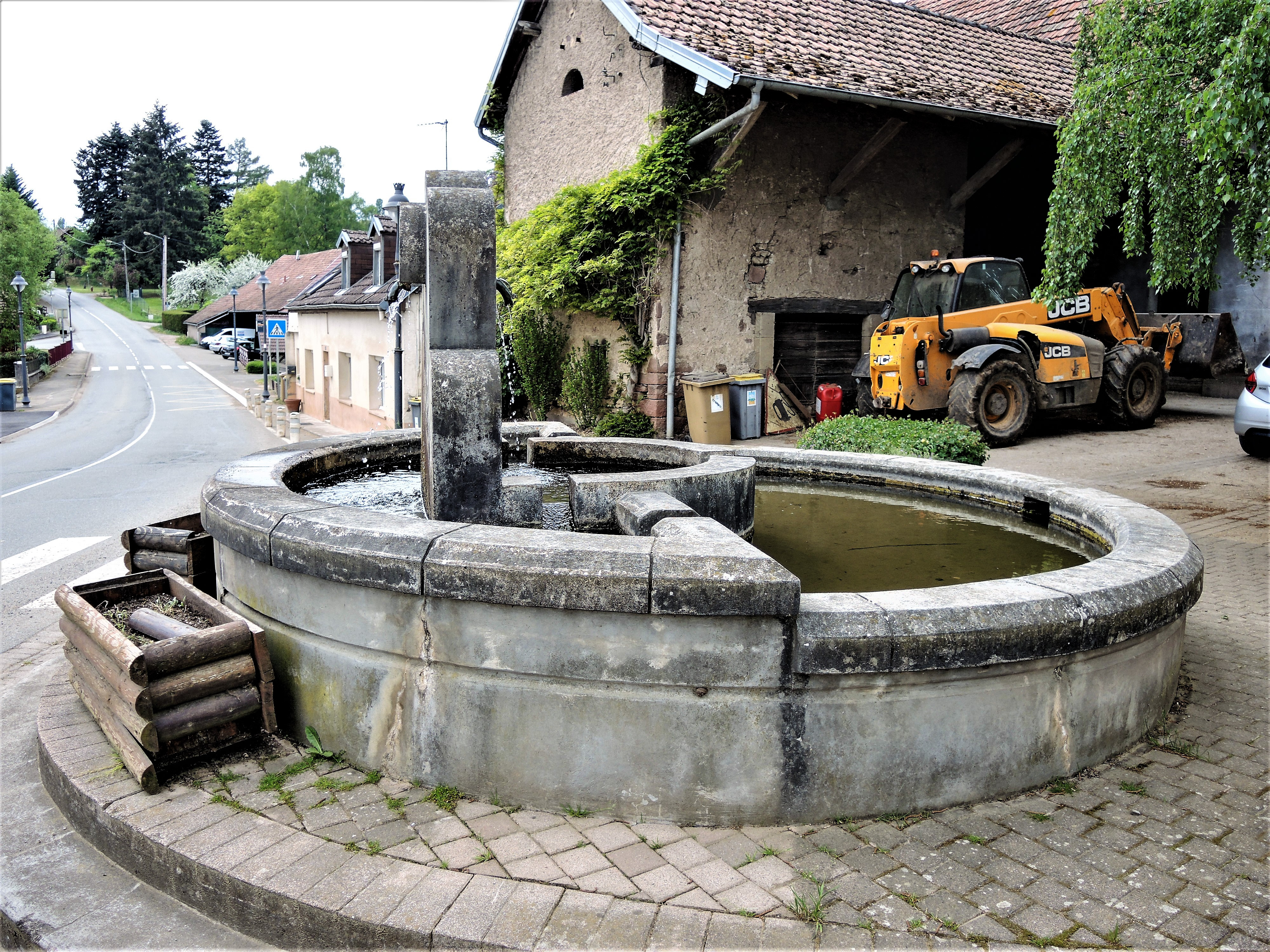
Fontaine-abreuvoir, avec bassin circulaire

## Pour approfondir